# Варданиан, Степан Христофорович
Степа́н Христофо́рович Варданиа́н (Варданя́н) (28 апреля 1900, Мариуполь — 14 марта 1937, Таганрог) — российский революционер, советский государственный и партийный деятель, первый секретарь Таганрогского горкома ВКП(б) с 1932 по 1936 год.

## Революционная юность
Родился 28 апреля 1900 года в семье профессионального революционера в городе Мариуполе, куда его отец был сослан за революционную деятельность из Закавказья. Его родители — активные участники революционного движения в Закавказье. Отец — журналист, мать — учительница. Степан окончил реальное училище и некоторое время проучился на экономическом факультете политехнического института.
В шестнадцать лет Степан становится членом партии большевиков и ведёт революционную работу в Баку. Первым партийным наставником Варданиана был бакинский комиссар Степан Шаумян. Именно по его поручению он пишет прокламации, распространяет листовки среди рабочих нефтяных промыслов Баку, активно участвует в работе марксистских кружков.
В августе 1917 года Степан Варданиан в дискуссии с меньшевиками добился принятия гарнизоном Тбилиси большевистской платформы. С 1917 по 1920 год находился на нелегальном положении. Его неоднократно арестовывали, пять месяцев он находился в каторжной тюрьме. Дважды Степана высылали из Баку и Тифлиса, и большевик Варданиан  меньшевистским правительством Грузии был объявлен вне закона. Будучи участником многих подпольных собраний, митингов, маевок, он с оружием в руках принимал участие в четырёх вооружённых выступлениях и восстаниях.
Будучи секретарём Тифлисского подпольного комитета партии большевиков, Варданиан в 1919 году пишет свою первую публицистическую работу «Революция и пролетарская молодежь». В ней он защищал ленинское учение о необходимости диктатуры пролетариата при построении социалистического общества. Тогда уже он становится известен как партийный журналист. Известно, что и потом, будучи занятым на различных должностях, он продолжал писать и публиковать свои работы.
В мае 1920 года, когда была установлена Советская власть в Закавказье, Степан Христофорович вместе с другими товарищами во главе с А. И. Микояном создаёт Центральный Комитет комсомола Грузии и становится его председателем. Также Варданиан является членом повстанческого штаба, формирует и возглавляет Красную Гвардию «Спартака». Летом 1920 года С. Х. Варданиан принимает участие во II Всемирном конгрессе Коммунистического Интернационала.
После окончания работы конгресса С. Варданиан осенью 1920 года нелегально возвращается в Грузию, где у власти стояло меньшевистское правительство, и снова приступает к активной революционной работе.
С 1921 года С. X. Варданиан занимал позиции: члена Тифлисского ревкома, комиссара внутренних дел, начальника политотдела Армии, председателя ревкома в Александрополе. Позже он работал председателем уездных комитетов в Эчмиадзине, Ново-Баязете.
После установления Советской власти в Закавказье, Степан Христофорович направляется на работу в Закавказскую рабоче-крестьянскую инспекцию, становится заместителем председателя Госплана 3акавказья и редактирует газету «Заря Востока».
В 1930 году он избирается вторым секретарём ЦК компартии Армении и одновременно членом Президиума ЦИК Армении, членом ЦИК СССР. Степан Варданиан близко знакомится с Серго Орджоникидзе.

## Таганрогский период
Деятельность С. Х. Варданиана в Закавказье завершилась 8 апреля 1932 года. В соответствии с Постановлением ЦК ВКП(б) от 21 марта 1932 года, он направлен в Северо-Кавказский край и рекомендован на работу в Таганрог.
В первые же дни пребывания Варданиана в Таганроге к нему в гостиницу пришла группа коммунистов с просьбой спасти от уничтожения памятник Петру I работы скульптора Антокольского. Городские власти во исполнение столичного указа уже разрезали памятник Александру I работы Мартоса «для нужд таганрогской промышленности», и теперь настал черёд Петра. Варданиан связался с Москвой и смог получить разрешение не трогать памятник.
9 апреля 1932 года на пленуме Таганрогского горкома ВКП(б) С. Х. Варданиан единогласно избран первым секретарём горкома партии. В годы первой и второй Пятилетки, Таганрог быстро превращается в крупный индустриальный, культурный, студенческий центр на Юге России.
В годы его руководства Таганрогской коммунистической организацией были достигнуты многие замечательные успехи. В первомайскую ночь 1932 года дала первую плавку стали мартеновская печь второго новомартеновского цеха Таганрогского металлургического завода. Среди рабочих в эту ночь был и С. X. Варданиан. Он много сделал для становления нового Таганрогского авиационного завода в 1930-е годы, который стал одним из ведущих авиазаводов в стране. Степану Варданиану принадлежит идея преобразовать старый городской сад в Парк культуры и отдыха, и её горячо поддержали таганрожцы. Очень трудной и важной стала задача создания Таганрогского трамвая. Несмотря на огромные сложности, она была успешно решена. 7 ноября 1932 года по улицам города пошёл первый трамвай.
Таганрог в 1930-е годы был центром обширного сельского района, и внимания требовали сёла и деревни, поля и фермы недавно созданных колхозов. Таганрогский горком партии, опираясь на достигнутые трудовыми коллективами успехи, добился постановки вопроса о работе горсовета на Президиуме ЦИК СССР, который включает Таганрог в особый список городов, планируемых непосредственно союзным Госпланом. В этом решении ЦИК СССР, предусматривалось широкое строительство жилых домов, школ, больницы, нового театра, цирка, кинотеатров, вокзала на 694-м километре, крытого рынка, гостиницы, стадионов, курортизации Таганрога путём строительства новых пляжей, грязеводолечебницы и санаториев над морем.
Именно при С. X. Варданиане стали уделять пристальное внимание благоустройству города, были заасфальтированы улицы Ленина, Фрунзе, Свердлова и многие улицы рабочих окраин, широко велось строительство жилых стахановских городков для трудящихся заводов, была проведена огромная работа по реставрации и ремонту театра имени А. П. Чехова. Было высажено на улицах и скверах города большое количество кустарников, деревьев, роз, цветов, разбито клумб. Шло соревнование между улицами за чистоту и красоту родного города.
26 января—10 февраля 1934 года Варданиан являлся делегатом XVII съезда ВКП(б) с решающим голосом.
В 1935 году, впервые после многих лет запрета, Степан Варданиан устроил на своей квартире для детей праздник новогодней ёлки. На него были приглашены отличники учёбы Таганрога во главе с пионервожатой Тоней Бринцевой.

## Арест
26 октября 1936 года Степан Христофорович был арестован по приказу Сталина. Просматривая списки подозреваемых, Сталин написал Ежову: «Тов. Ежов. Обратите внимание на стр. 9-11. О Варданьяне. Он сейчас секретарь Таганрогского райкома. Он несомненно скрытый троцкист».
Варданиан был арестован на станции Марцево (станция близ Таганрога, где раньше останавливались поезда дальнего следования) при возвращении из командировки в Москву и сразу же отправлен в Ростовскую тюрьму НКВД. Ему были предъявлены обвинения по печально известной 58-й статье. 6-7 января 1937 года состоялся 7-й пленум Азово-Черноморского крайкома ВКП(б), и вот что писала тогда краевая газета:

«…Пленум считает совершенно правильным указание ЦК ВКП(б) на то, что Азово-Черноморский крайком и его первый секретарь тов. Шеболдаев проявили нетерпимую для большевиков политическую близорукость по отношению к врагам партии; руководители крайкома, прежде всего т. Шеболдаев, перестали быть политическими руководителями, потеряли необходимое для большевиков политическое чутьё, целиком передоверив руководство партийной работой работникам в крайкоме и секретарям горкомов, райкомов.
Руководители крайкома применили чуждые большевистскому духу неправильные методы подбора и расстановки кадров.

… Изменникам Родины и вредителям-троцкистам (в настоящее время арестованы) — Глебову-Авилову, Колотилину, Варданиану, Овчинникову, Гогоберидзе, Ерофицкому, Колесникову и другим удалось пробиться на важнейшие партийные, советские и хозяйственные посты и длительный срок, до самого последнего времени, безнаказанно вести свою подрывную работу в Ростове, Таганроге, на „Ростсельмаше“, крайкоме комсомола и на некоторых других важнейших участках партийной, советской и хозяйственной работы».

Степана Христофоровича Варданиана не стало в том же году, в возрасте тридцати шести лет.

## Итоги
Варданиана обвиняли в расхищении государственных средств в промышленности, коммунально-жилищном хозяйстве, сознательном срыве сроков строительства культурно-бытовых учреждений (больниц, школ, детсадов и т. д.).  В 1932 году был разработан первый перспективный план развития Таганрога, который успешно осуществлялся. Только за лето 1936 года было сдано в эксплуатацию семь общеобразовательных школ, столько же детсадов и детских яслей, фельдшерская школа, открыт кинотеатр «Октябрь», а несколько раньше введена в строй 5-я городская больница, самая крупная в городе. В эти годы было построено много магазинов. Впервые был проведён городской водопровод — проведён городской водопровод от реки Миус, построена канализационная система.
Одно из лучших зданий на улице Ленина было отдано пионерам под городской Дворец пионеров и школьников. Для отличников учёбы на квартире Варданиана, в доме по переулку Антона Глушко, устраивались новогодние ёлки. Он возродил в Таганроге для детей этот запрещенный праздник.
Степан Христофорович вложил много труда в организацию и проведение празднования в связи с 75-летием со дня рождения А. П. Чехова. Он написал доклад «С Чеховым против „чеховщины“» и выступил с ним на торжественном собрании.
В 1956 году С. Х. Варданиан был реабилитирован Военной Коллегией Верховного Суда СССР, и посмертно решением Таганрогского горкома восстановлен в партии.

## Память
- В марте 2012 года решением городской Думы № 410 имя Степана Варданиана было присвоено одной из вновь сформированных улиц таганрогского района «Русское Поле»[4].